# Girls' Dormitory
Girls' Dormitory (Brasil: Dormitório de Moças / Portugal: Dormitório de Raparigas) é um filme norte-americano do gênero drama e  romance de 1936 dirigido por Irving Cummings.

## Elenco
- Herbert Marshall como Dr. Stephen Dominick
- Ruth Chatterton como Professora Anna Mathe
- Simone Simon como Marie Claudel
- Constance Collier como Professora Augusta Wimmer
- J. Edward Bromberg como Dr. Spindler
- Dixie Dunbar como Luisa
- John Qualen como Toni
- Shirley Deane como Fritzi
- Tyrone Power como Conde Vallais
- Frank Reicher como Dr. Hoffenreich
- George Hassell como Dr. Willfinger
- Lynne Berkeley como Dora
- June Storey como Greta
- Christian Rub como Forester
- Rita Gould como Professora Emma Kern
- Peggy Montgomery como estudante
- Lynn Bari como estudante (não creditada)

## Recepção
Foi o primeiro filme americano de Simone Simon. A imprensa louvou sua performance, com o The Hollywood Reporter citando que "Sua performance não tem precedentes nas produções de Hollywood. Moderna, brilhante e viva, seu rosto espelha expressões com uma facilidade que transcende a atuação".